# رها اعتمادی
رها اعتمادی قلعه حسن خانی (زادهٔ ۱۲ آبان۱۳۶۳) مجری، کارگردان، تهیه‌کننده و ترانه‌سرای ایرانی است.

## اوایل زندگی
رها اعتمادی در ۱۲ آبان ۱۳۶۳ در تهران زاده شد. بعد از شش ماه زندگی در ایران، خانوادهٔ او به کشور سوئد مهاجرت کردند و تا ۱۹ سالگی ساکن آنجا بود. او برای تحصیلات دانشگاهی به آمریکا رفت و چهار سال در آنجا اقامت کرد. سپس به لندن مهاجرت کرد. [نیازمند منبع]
در دوران کودکی در رشتهٔ تنیس شروع به فعالیت کرد و در ۱۶ سالگی برای نخستین بار از سوی فدراسیون ورزشی برای مسابقات تنیس راهی ایران شد (فقط یک بار به ایران سفر کرده) و در مسابقه مقام سوم را کسب کرد. او مربیگری تنیس را در لندن دنبال می‌کرد. او فارغ‌التحصیل رشته روان‌شناسی وجامعه‌شناسی از دانشگاه لس آنجلس آمریکا نیز می‌باشد و بعد به لندن مهاجرت کرد و دوباره به لس آنجلس برگشت و هم‌اکنون آنجا زندگی می‌کند.

## فعالیت حرفه‌ای
رها اعتمادی یکی از مجریان شبکه من‌وتو و از دست‌اندرکاران و تهیه‌کنندگان این شبکه نیز بود. ترانه‌سرایی را از سن ۱۴ سالگی آغاز کرد و از کودکی در محافل شاعرانه و ادبی شرکت داشت.
از جمله کارهای او، می‌توان از آکادمی موسیقی گوگوش، گریتست هیتس، مستند در تبعید، رضا شاه، از تهران تا قاهره، جواب، بهترین‌ها، برنامه استیج و مستند پیشوای آلمان «شب بود» نام برد.
او همچنین ترانه‌سرای برخی از آهنگ‌های آکادمی موسیقی گوگوش، آلبوم حجم سبز، آلبوم اعجاز گوگوش و همچنین همکاری با عارف و سیاوش قمیشی و ترانه‌سرایی چند تک آهنگ دیگر را در کارنامه خود دارد.
در سال ۲۰۲۱ میلادی با ترانه‌های وی و آهنگسازی سیاوش قمیشی و خوانندگی گوگوش آلبوم ۲۱ منتشر شد.
او در سال ۲۰۱۷ پس از ۷ سال همکاری از تلویزیون من‌وتو جدا شد. در حال حاضر در لس آنجلس اقامت دارد و به عنوان مدیر برنامه‌های گوگوش فعالیت می‌کند.
در پی خیزش ۱۴۰۱ ایران و اعتراضات مردم ایران به حکومت جمهوری اسلامی برای کشته‌شدن مهسا امینی، از سوی او ترانه دوباره با صدای شش نفر از خوانندگان زن مشهور ایرانی (گوگوش، لیلا فروهر، دریا دادور، شهرزاد سپانلو، شهره آغداشلو و سوگند) به همراه آهنگسازی بابک سعیدی منتشر شد.